# Liste der Einträge im National Register of Historic Places im Jeff Davis County (Texas)
Die Liste der Registered Historic Places im Jeff Davis County führt alle Bauwerke und historischen Stätten im texanischen Jeff Davis County auf, die in das National Register of Historic Places aufgenommen wurden.

## Aktuelle Einträge
| Lfd. Nr. | Name im NRHP                          | Bild | Datum der Eintragung | Adresse/Lage                                                  | Ort        | NRHP-ID  | Beschreibung |
| -------- | ------------------------------------- | ---- | -------------------- | ------------------------------------------------------------- | ---------- | -------- | ------------ |
| 1        | Fort Davis National Historic Site     |      | 15. Okt. 1966        | Jct. of TX 17 and 118                                         | Fort Davis | 66000045 |              |
| 2        | Grierson-Sproul House                 |      | 11. Aug. 1982        | Court Ave.                                                    | Fort Davis | 82004508 |              |
| 3        | Henry M. and Annie V. Trueheart House |      | 12. Sep. 1996        | Jct. of 7th St. and Court Ave.                                | Fort Davis | 96001014 |              |
| 4        | Jeff Davis County Courthouse          |      | 11. Juli 2002        | Bounded by Court St., Front St., Woodward Ave., and State St. | Fort Davis | 02000728 |              |
| 5        | Phantom Lake Spring Site              |      | 10. Mai 1995         | Address Restricted                                            | Toyahvale  | 95000501 |              |